# 6132 Danielson
A 6132 Danielson (ideiglenes jelöléssel 1990 QY3) a Naprendszer kisbolygóövében található aszteroida. Henry Holt fedezte fel 1990. augusztus 22-én.